# South Orkney Trough
Koordinaten: 60° 0′ S, 45° 0′ W
Der South Orkney Trough ist eine Tiefseerinne im Südlichen Ozean. Sie liegt nördlich des Archipels der namensgebenden Südlichen Orkneyinseln.
Die Benennung wurde im Januar 1977 durch das US-amerikanische Advisory Committee on Undersea Features (ACUF) bestätigt.